# Teclado AZERTY

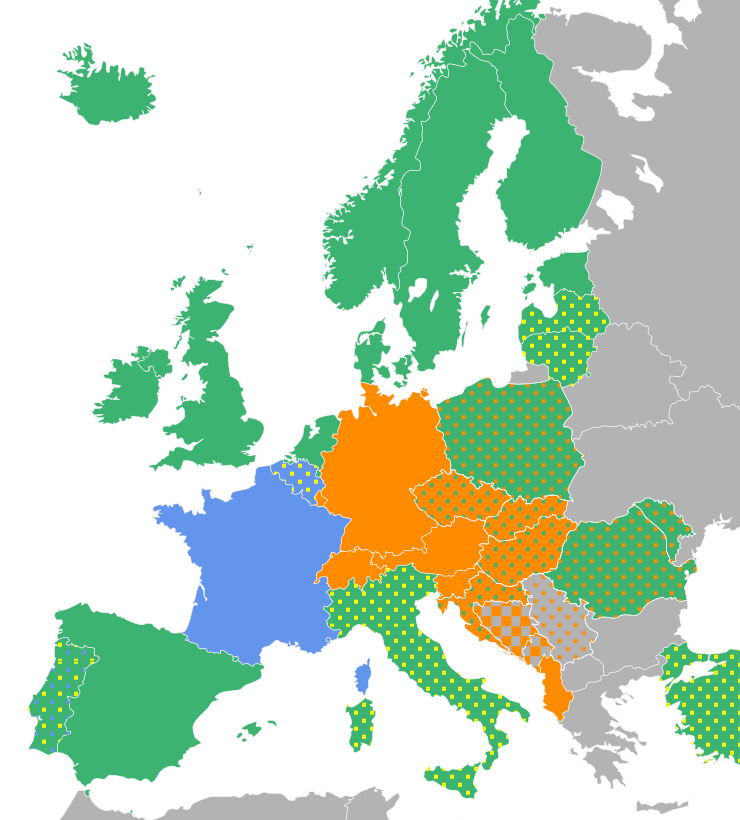
Distribución geográfica de las diferentes distribuciones de teclado en Europa:
QWERTY
QWERTZ
AZERTY
Disposiciones nacionales (turco FGĞIOD, letón ŪGJRMV, lituano ĄŽERTY)
Teclados no latinos

Distribución de teclado AZERTY

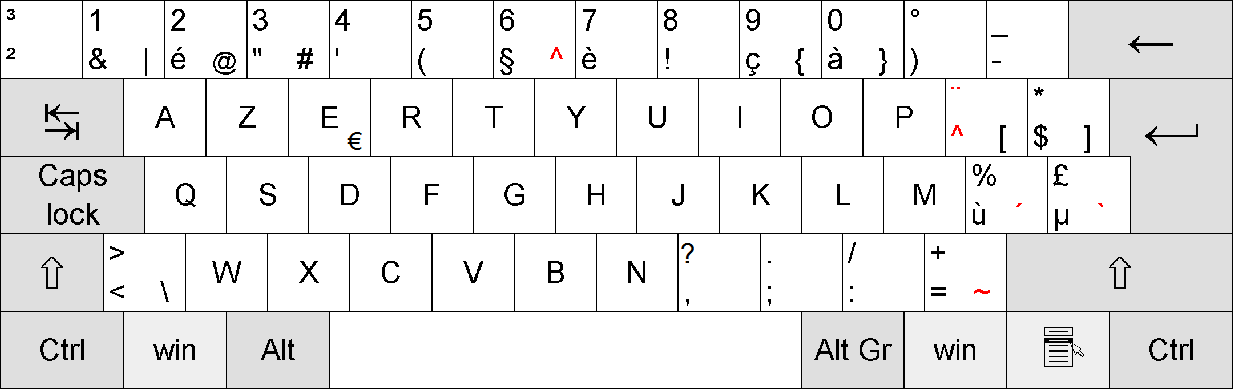
AZERTY belga

El teclado AZERTY es una distribución de teclado que se utiliza mayoritariamente en algunos países francófonos. Su nombre se forma con las letras ubicadas en la segunda fila de arriba del mismo, de izquierda a derecha.
Para una persona acostumbrada al teclado QWERTY (preferido en otros países), el cambio requiere de cierta práctica, pues existen algunas diferencias entre los mismos:
- A y Q están intercambiadas.
- Z y W están intercambiadas.
- M no está a la derecha de N, sino a la derecha de L (en lugar de Ñ (ES) o punto y coma (US)).
- Los dígitos 1-0 de la fila superior ocupan las mismas teclas, pero para escribirlos debe pulsarse Shift (mayúsculas). La posición por omisión se usa para mostrar vocales acentuadas en minúsculas.[2]

## Historia
Los primeros ensayos de disposición de teclados se realizaron con secretarias en 1865. El diseño QWERTY, patentado en 1878, se diseñó específicamente para evitar los riesgos de atasco de las primeras máquinas de escribir mecánicas producidas en gran número por el armero Remington. En estas primeras máquinas de escribir, los vástagos de las teclas adyacentes se atascaban con frecuencia. Para limitar este riesgo, la disposición del QWERTY se diseñó de manera que los pares de letras más frecuentemente contiguos en la lengua inglesa correspondieran a «barras de tipo» (los martillos que golpean el papel) lo más separadas posible. Por ello, las teclas correspondientes a estos pares de letras están muy separadas en el teclado. Este espaciado permite escribir más rápido en una máquina de escribir con barras que podrían atascarse, pero ralentiza la escritura en un sistema sin esta limitación (como fueron las máquinas de escribir posteriores). 
El diseño AZERTY apareció en Francia en la última década del siglo XIX como una variación de algunas máquinas de escribir QWERTY americanas. Su origen exacto parece ser desconocido por los «historiadores, pioneros y propagandistas» de la máquina de escribir. Después de 1907, el diseño francés ZHJAY de Albert Navarre no encontró su público: las secretarias ya estaban acostumbradas al QWERTY y al AZERTY. Desde entonces, el diseño AZERTY es un estándar de facto en Francia. Por último, en 2019, AFNOR está normalizando un nuevo diseño AZERTY (junto con una versión del diseño BÉPO). Este nuevo AZERTY difiere sustancialmente de la norma de facto. Ofrece una gama más amplia de símbolos y trata de racionalizar su posición - de forma similar al informe Neuville - y optimizar su entrada, según las frecuencias respectivas de los símbolos.

## Disposiciones de teclado

### Por países
Existen las siguientes disposiciones de teclado AZERTY:
- Teclado francés: es el primero de su tipo.
- Teclado belga: en la década de los 80, se creó esta variante sobre el francés, donde algunos símbolos cambian de posición (! @ - _ + = § { }).
- Teclado árabe combinado: en muchos países, se usa con el fin de poder escribir en los dos alfabetos, indistintamente para las letras del árabe o para las latinas.[7] Estas últimas se presentan en formato AZERTY (por ejemplo, en Marruecos y en otros países francófonos africanos) o QWERTY.

En países en los que se habla otro idioma además del francés, se usan otras distribuciones de teclado, incluso para escribir francés.
- Canadá
  - Teclado francocanadiense, QWERTY. Diseñado para escribir principalmente en francés, y también en inglés.
  - Teclado canadiense multilingüe, QWERTY. Diseñado para escribir principalmente en inglés y secundariamente en francés.
- Suiza
  - Teclado francosuizo, QWERTZ. Diseñado para escribir principalmente en francés y también en alemán.
  - Teclado suizo alemán, QWERTZ. Diseñado para escribir principalmente en alemán y también en francés.[cita requerida]

### Por sistema operativo
El teclado francés árabe AZERTY en Windows no cumple con los estándares de la lengua francesa. La Imprimerie Nationale (la Imprenta Nacional del gobierno francés) recomienda el uso de mayúsculas acentuadas, pero no hay teclas para escribir À Ç É È, las ligaduras œ Œ æ Æ o las comillas francesas «» (en su mayoría, los procesadores de texto en francés convierten a estos caracteres las comillas dobles). Además, tiene símbolos, tanto en estado normal como presionando mayúsculas, que rara vez se usan (por ejemplo, § µ 2), que podrían transferirse al mapa de teclado,  pulsando AltGr. En un teclado US, la tecla a la izquierda de 1 viene con acento grave / tilde ( ` / ~ ) ( º / ª ES, ` / ¬ UK), pero un AZERTY belga produce 2 / 3.[cita requerida]
El teclado AZERTY de Linux puede configurarse de distintas maneras, de acuerdo con el país o los gustos del usuario.[cita requerida]

## AZERTY de la norma AFNOR (2019)
Debido a los numerosos problemas detectados al teclear el francés en los teclados existentes, en 2019, la Asociación Francesa de Normalización (AFNOR) publica la norma NF Z71-300 que describe un nuevo diseño AZERTY. Esto responde a una sugerencia del Gobierno francés (Delegación General para la Lengua Francesa y las Lenguas de Francia), que estaba estudiando la posibilidad de hacer obligatoria la futura norma en los contratos de la administración pública.
La norma describe dos disposiciones para teclados de oficina (105 o 72 teclas): una nueva variante de AZERTY y una versión de la disposición ergonómica BÉPO. Especifica el conjunto de caracteres admitidos, su disposición y los símbolos que deben aparecer en las teclas físicas. Por lo tanto, afecta tanto a los teclados físicos como a sus controladores de software. La nueva disposición de AZERTY difiere sustancialmente de la norma de facto en Francia: conserva aproximadamente sólo la disposición de las 26 letras latinas básicas. Los demás caracteres se han colocado en el teclado mediante un algoritmo de optimización que tiene en cuenta la facilidad de acceso a cada tecla y la frecuencia de cada carácter, a la vez que se esfuerza por agrupar los caracteres cercanos gráfica o temáticamente. La omnipresencia de AZERTY en Francia motivó el mantenimiento de su diseño básico, con el fin de garantizar un cierto grado de familiaridad para los usuarios y facilitar la transición.
Existen controladores para Windows, Linux y Mac.